# Liste des unités militaires formées dans les colonies françaises
L'armée française a constitué de façon ancienne des unités embarquées sur les navires, destinées au combat naval (abordage) puis à la conquête et à la conservation des colonies. Ces troupes sont alors devenues des troupes coloniales. Ces unités se sont renforcées par le recrutement local, essentiellement dans l'infanterie mais également dans la cavalerie.

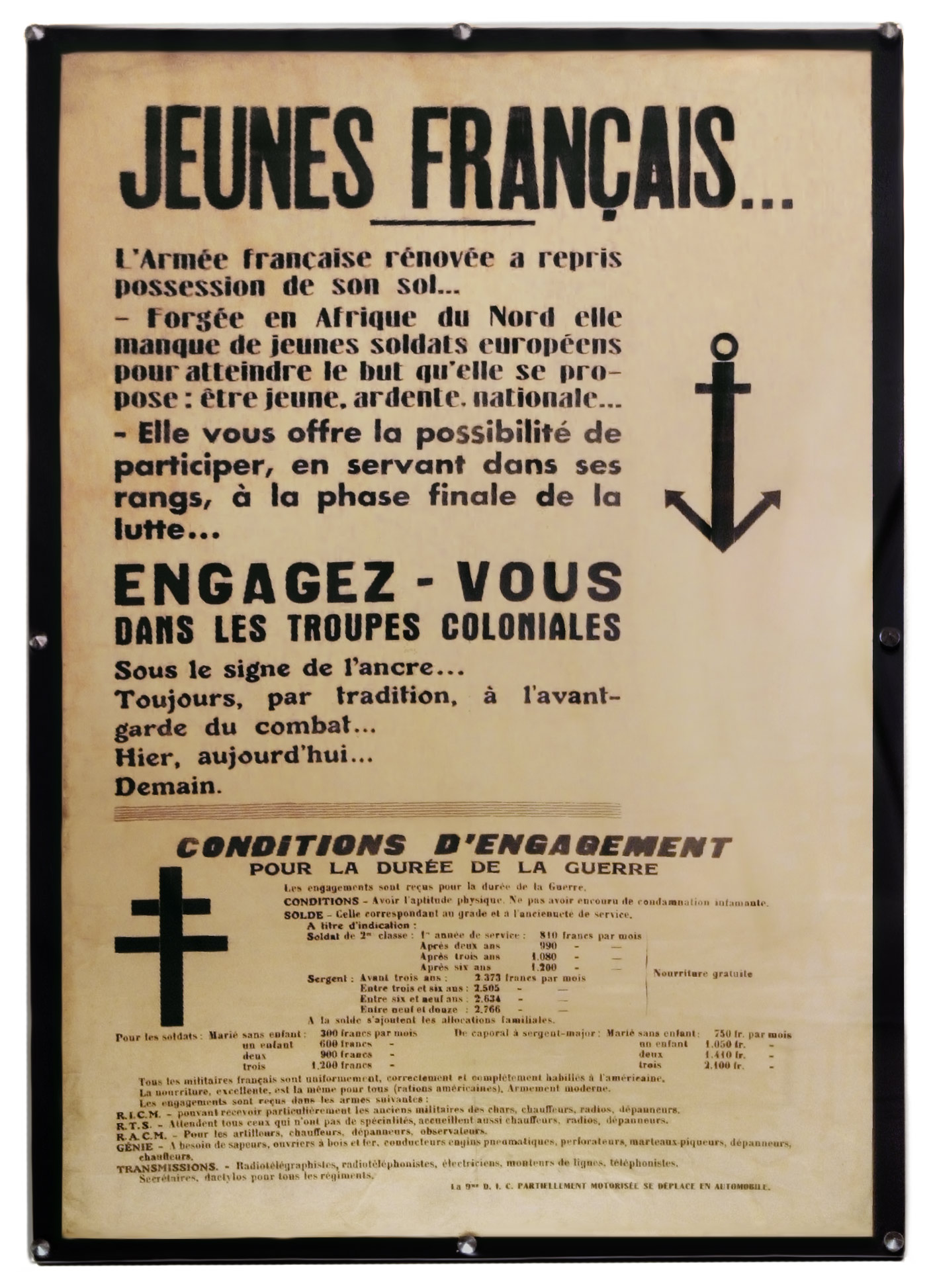
Affiche de recrutement pour les troupes coloniales françaises, Seconde Guerre mondiale.

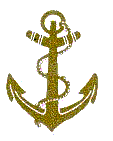
Ancre d'or des troupes de marine.

## Historique
À l'époque coloniale, les forces françaises sont réparties en trois grands ensembles distincts : l'armée métropolitaine, les troupes coloniales (la « Coloniale ») et l'armée d'Afrique (stationnée en Afrique du Nord), qui dépendent d'un seul état-major général.

### Troupes coloniales («la Coloniale»)
Les troupes de marine (artillerie et infanterie) sont sous le signe de l'ancre. Les régiments qui portaient le terme « colonial » en appellation étaient à recrutement métropolitain. (Les régiments à recrutement local étaient quant à eux nommés « tirailleurs - nom de la région » donnant ainsi les tirailleurs sénégalais ou les tirailleurs tonkinois.) Elles sont mises sur pied, à l'origine, pour assurer la défense des ports et des possessions outre-mer autres que l'Afrique du Nord.

### Troupes d'Afrique («l'Armée d'Afrique»)
On voit apparaître en Afrique du Nord dès 1830, lors de la conquête de l'Algérie, les premières unités d'outre-mer qui ne soient pas « de marine » : les Zouaves en 1830, la Légion étrangère en 1831, puis les tirailleurs algériens, les Spahis, les goumiers, les tabors, les Chasseurs d'Afrique, etc. Ces unités, d'Armes différente, seront désignées à partir de 1830 comme étant l' « Armée d'Afrique ». Généralement de recrutement local, elles sont encadrées par des officiers et sous-officiers européens (les cadres blancs). Elles seront ensuite réunis en 1873 dans le XIXe corps d'armée mais l'appellation « Armée d'Afrique » restera en usage jusqu'à la fin de l'ère coloniale.

## Étendards puis drapeaux
- Les étendard 64 cm de côté (arme blindée cavalerie, artillerie, train, Alat, matériel).
- Les drapeaux ont 90 cm de côté (infanterie, génie, transmissions, écoles militaires).

## Troupes de marine ou Troupes coloniales

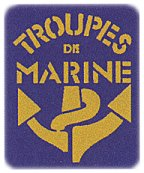
Logo des troupes de marine.

Toutes ces unités dépendent du Ministère de la Marine jusqu'en 1900. À cette date, c'est le Ministère des Colonies qui en prend la gestion et le ministère de la Guerre qui les commande. Elles redeviennent troupes de marine en 1958.

### Régimentsparachutistes
- 1er régiment de parachutistes d'infanterie de marine
- 2e régiment de parachutistes d'infanterie de marine
- 3e régiment de parachutistes d'infanterie de marine
- 6e régiment de parachutistes d'infanterie de marine
- 8e régiment de parachutistes d'infanterie de marine

### Infanterie de marine et infanterie coloniale

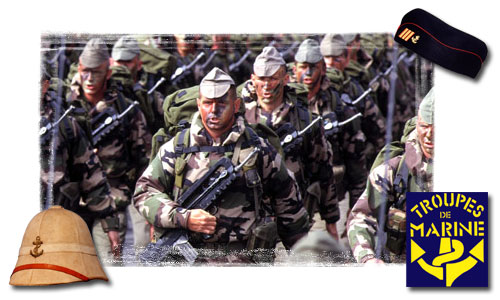
Illustration des troupes de marine;

- 1er régiment d'infanterie de marine (1er régiment d'infanterie coloniale de 1901 à 1958, en fait une unité blindée depuis 1986)
- 2e régiment d'infanterie de marine (2e régiment d'infanterie coloniale de 1901 à 1958)
- 3e régiment d'infanterie de marine (3e régiment d'infanterie coloniale de 1901 à 1958)
- 4e régiment d'infanterie de marine (4e régiment d'infanterie de marine de 1901 à 1958)
- 5e régiment d'infanterie coloniale
- 5e régiment interarmes d'outre-mer
- 6e régiment d'infanterie coloniale
- 7e régiment d'infanterie de marine (7e régiment d'infanterie coloniale de 1901 à 1958)
- 8e régiment d'infanterie coloniale (8e régiment d'infanterie coloniale de 1901 à 1958)
- 9e régiment d'infanterie de marine (9e régiment d'infanterie coloniale de 1901 à 1958)
- 10e régiment d'infanterie coloniale (10e régiment d'infanterie de marine jusqu'en 1901)
- 11e régiment d'infanterie de marine (11e régiment d'infanterie coloniale de 1901 à 1958)
- 12e régiment d'infanterie coloniale (12e régiment d'infanterie de marine jusqu'en 1901)
- 13e régiment d'infanterie coloniale (13e régiment d'infanterie de marine jusqu'en 1901)
- 14e régiment d'infanterie coloniale (14e régiment d'infanterie de marine jusqu'en 1901)
- 15e régiment d'infanterie coloniale (15e régiment d'infanterie de marine jusqu'en 1901)
- 16e régiment d'infanterie de marine (16e régiment d'infanterie coloniale de 1901 à 1958)
- 17e régiment d'infanterie coloniale (17e régiment d'infanterie de marine jusqu'en 1901)
- 18e régiment d'infanterie coloniale (18e régiment d'infanterie de marine jusqu'en 1901)
- 21e régiment d'infanterie de marine (21e régiment d'infanterie coloniale de 1901 à 1958)
- 22e régiment d'infanterie de marine (22e régiment d'infanterie coloniale de 1901 à 1958)
- 23e régiment d'infanterie de marine (23e régiment d'infanterie coloniale de 1901 à 1958)
- 24e régiment d'infanterie de marine (24e régiment d'infanterie coloniale de 1901 à 1958)
- 27e régiment d'infanterie coloniale mixte sénégalais
- 28e régiment d'infanterie coloniale mixte sénégalais
- 28e régiment interarmes d’outre-mer
- 29e régiment d’infanterie de marine
- 31e régiment d'infanterie coloniale
- 32e régiment d'infanterie coloniale
- 33e régiment d'infanterie coloniale
- 34e régiment d'infanterie coloniale
- 35e régiment d'infanterie coloniale
- 36e régiment d'infanterie coloniale
- 37e régiment d'infanterie coloniale
- 38e régiment d'infanterie coloniale
- 41e régiment d'infanterie coloniale
- 42e régiment d'infanterie coloniale
- 43e régiment d'infanterie de marine (43e régiment d'infanterie coloniale jusqu'en 1958)
- 44e régiment d'infanterie coloniale (et 44e régiment d'infanterie coloniale mixte sénégalais)
- 52e régiment d'infanterie coloniale
- 53e régiment d'infanterie coloniale (et 53e régiment d'infanterie coloniale mixte sénégalais)
- 54e régiment d'infanterie coloniale
- 56e régiment d'infanterie coloniale
- 57e régiment d'infanterie coloniale (et 57e régiment d'infanterie coloniale mixte sénégalais)
- 58e régiment d'infanterie coloniale (et 58e régiment d'infanterie coloniale mixte sénégalais)
- 61e régiment d'infanterie de marine
- 63e régiment d'infanterie de marine
- 65e régiment d'infanterie de marine
- 66e régiment d'infanterie de marine
- 67e régiment d'infanterie de marine
- 70e régiment d'infanterie de marine
- 72e régiment d'infanterie de marine
- 73e régiment d'infanterie de marine
- 75e régiment d'infanterie de marine
- Régiment d'infanterie-chars de marine

Bataillons
- 6e bataillon d'infanterie de marine
- 26e bataillon d'infanterie de marine
- 27e bataillon d'infanterie de marine

Unités d'infanterie de marine et d'infanterie coloniale nommées d'après un lieu :
- Régiment mixte d'infanterie coloniale de l'Afrique-Occidentale française (bataillon de l'Afrique-Occidentale française de 1903 à 1939)
- Bataillon d'infanterie coloniale de Diégo-Suarez

- Régiment d'infanterie coloniale du Levant
- Régiment d'infanterie coloniale du Maroc
- Bataillon autonome d'infanterie coloniale du Maroc
- Régiment d'infanterie de marine du Pacifique - Polynésie
- Régiment d'infanterie de marine du Pacifique - Nouvelle-Calédonie
- Bataillon du Sénégal

Unités de marche d'infanterie coloniale :
- Régiment de marche du Tchad
- Régiment de marche du Tonkin
- Régiment de marche d'Annam
- Régiment de marche de Cochinchine
- 100e bataillon de marche d'infanterie coloniale

### Artillerie de marine et artillerie coloniale
Les régiments d'artillerie coloniale, en plus de leur numéro, portent souvent un qualificatif désignant leur équipement et leur origine, comme le 223e régiment d'artillerie lourde coloniale mixte malgache.
- 1er régiment d'artillerie de marine (1er régiment d'artillerie coloniale de 1901 à 1958)
- 2e régiment d'artillerie de marine (2e régiment d'artillerie coloniale de 1901 à 1958)
- 3e régiment d'artillerie de marine (3e régiment d'artillerie coloniale jusqu'en 1958)
- 4e régiment d'artillerie de marine (4e régiment d'artillerie coloniale jusqu'en 1958)
- 5e régiment d'artillerie coloniale (5e régiment d'artillerie de marine en 1958-1959)
- 6e régiment d'artillerie de marine (6e régiment d'artillerie coloniale jusqu'en 1958)
- 7e régiment d'artillerie coloniale
- 8e régiment d'artillerie coloniale
- 9e régiment d'artillerie coloniale
- 10e régiment d'artillerie de marine (10e régiment d'artillerie coloniale jusqu'en 1958)
- 11e régiment d'artillerie de marine (ancien 11e régiment d'artillerie lourde coloniale)
- 12e régiment d'artillerie coloniale
- 13e régiment d'artillerie de marine (13e régiment d'artillerie coloniale jusqu'en 1958)

- 21e régiment d'artillerie coloniale
- 22e régiment d'artillerie coloniale
- 23e régiment d'artillerie coloniale
- 38e régiment d'artillerie coloniale
- 41e régiment d'artillerie de marine (41e régiment d'artillerie coloniale jusqu'en 1958)
- 42e régiment d'artillerie coloniale
- 43e régiment d'artillerie de marine (43e régiment d'artillerie coloniale jusqu'en 1958)
- 58e régiment d'artillerie coloniale
- 110e régiment d'artillerie coloniale
- 111e régiment d'artillerie coloniale
- 141e régiment d'artillerie coloniale
- 142e régiment d'artillerie coloniale
- 143e régiment d'artillerie coloniale

- 182e régiment d'artillerie coloniale
- 183e régiment d'artillerie coloniale
- 201e régiment d'artillerie coloniale
- 202e régiment d'artillerie coloniale
- 203e régiment d'artillerie coloniale
- 208e régiment d'artillerie coloniale
- 212e régiment d'artillerie coloniale
- 221e régiment d'artillerie coloniale
- 222e régiment d'artillerie coloniale
- 223e régiment d'artillerie coloniale
- 242e régiment d'artillerie coloniale
- 310e régiment d'artillerie coloniale
- 320e régiment d'artillerie coloniale
- 341e régiment d'artillerie coloniale
- 342e régiment d'artillerie coloniale
- 343e régiment d'artillerie lourde coloniale

Unités nommées d'après un lieu :
- Régiment d'artillerie coloniale de l'Afrique-Occidentale française
- Régiment d'artillerie coloniale de l'Afrique orientale française
- Groupe d'artillerie coloniale d'Annam-Laos
- Régiment d'artillerie coloniale de Bourbon Madagascar
- Groupe mixte d'artillerie coloniale de Chine
- Régiment d'artillerie coloniale de Cochinchine
- Régiment d'artillerie coloniale de Corse
- Régiment d'artillerie coloniale de la Côte française des Somalis
- Groupe d'artillerie coloniale de Diégo-Suarez
- Groupe d'artillerie coloniale de l'Emyrne
- Régiment d'artillerie coloniale de l'Indochine
- Régiment d'artillerie coloniale du Levant
- Groupe d'artillerie coloniale de Madagascar
- Régiment d'artillerie coloniale du Maroc
- Groupe d'artillerie coloniale de la Martinique
- Régiment d'artillerie coloniale du Tonkin
- Régiment d'artillerie coloniale de Tunisie (dédoublé en 1er et 2e RACT)

### Unités blindées des troupes coloniales ou de marine
S'y ajoutent les unités suivantes :
- Bataillon de chars des troupes coloniales

- Régiment blindé colonial d'Extrême-Orient
- Régiment colonial de chasseurs de chars (devenu 1er régiment blindé d'infanterie de marine de 1959 à 1963)
- 1er régiment d'infanterie de marine (unité blindée depuis 1986)
- Régiment d'infanterie chars de marine

### Unités de soutien des troupes de marine et des troupes coloniales
- Bataillon de Tananarive
- 17e régiment colonial du génie

### Unités indigènes des troupes coloniales

#### Cipayes
- Compagnie des cipayes de l'Inde

#### Chasseurs laotiens
- Bataillons de chasseurs laotiens

#### Tirailleurs canaques
- Bataillon mixte du Pacifique (composés de tirailleurs canaques et polynésiens)

##### Tirailleurs indochinois
Unités en Indochine et en Chine :
- Régiment de tirailleurs annamites
- Régiment de tirailleurs annamites bis
- 1er régiment de tirailleurs annamites
- 2e régiment de tirailleurs annamites
- Bataillon de tirailleurs cambodgiens
- Régiment de tirailleurs cambodgiens

- Bataillon de tirailleurs chinois
- Bataillon de tirailleurs montagnards du Sud-Annam

- 1er régiment de tirailleurs tonkinois
- 2e régiment de tirailleurs tonkinois
- 3e régiment de tirailleurs tonkinois
- 4e régiment de tirailleurs tonkinois
- 5e régiment de tirailleurs tonkinois

Unités servant en Europe et au Levant :
- 1er bataillon de tirailleurs indochinois
- 2e bataillon de tirailleurs indochinois
- 6e bataillon de tirailleurs indochinois
- 7e bataillon de tirailleurs indochinois
- 12e bataillon de tirailleurs indochinois
- 13e bataillon de tirailleurs indochinois
- 21e bataillon de tirailleurs indochinois
- 51e régiment de tirailleurs indochinois
- 52e régiment de mitrailleurs indochinois
- Régiment mixte indochinois du Levant

#### Tirailleurs malgaches
- Régiment de tirailleurs malgaches (1895-1898)
- Régiment de tirailleurs malgaches (1926-1940)
- Groupe d'artillerie coloniale de Diego Suarez
- Bataillon d'infanterie coloniale de Diego Suarez
- Groupe d'artillerie coloniale de l'Emyrne

- 1er régiment de tirailleurs malgaches
- 2e régiment de tirailleurs malgaches
- 3e régiment de tirailleurs malgaches
- 4e régiment de tirailleurs malgaches
- 1er régiment mixte de Madagascar
- 2e régiment mixte de Madagascar

#### Tirailleurs sénégalais
Sont assimilés aux tirailleurs sénégalais, les tirailleurs soudanais, tirailleurs du Cameroun et les tirailleurs haoussas. Les tirailleurs sénégalais servent également dans les détachements motorisés autonomes et les bataillons autonomes de territoire.

## Troupes d'Afrique
- Ces unités commencent à être recrutées à partir de la conquête de l'Algérie en 1830 parmi les autochtones et rapidement parmi les européens qui arrivent en Algérie.

### Zouaves
- 1er régiment de zouaves
- 2e régiment de zouaves
- 3e régiment de zouaves
- 4e régiment de zouaves
- 5e régiment de zouaves
- 6e régiment de zouaves
- 7e régiment de zouaves
- 8e régiment de zouaves
- 9e régiment de zouaves
- 11e régiment de zouaves
- 12e régiment de zouaves
- 13e régiment de zouaves
- 14e régiment de zouaves
- 21e régiment de zouaves
- 22e régiment de zouaves
- 23e régiment de zouaves
- 29e régiment de zouaves

- 1er bis régiment de zouaves
- 2e bis régiment de zouaves
- 3e bis régiment de zouaves

- Régiment de marche du 1er zouaves
- Régiment de marche du 2e zouaves
- Régiment de marche du 3e zouaves
- Régiment de marche du 4e zouaves

- 1er régiment de marche de zouaves
- 2e régiment de marche de zouaves
- 3e régiment de marche de zouaves
- 4e régiment de marche de zouaves
- 5e régiment de marche de zouaves
- 6e régiment de marche de zouaves
- 7e régiment de marche de zouaves
- 8e régiment de marche de zouaves
- 9e régiment de marche de zouaves

### Unités mixtes: zouaves et tirailleurs
- 1er régiment mixte de zouaves et tirailleurs
- 2e régiment mixte de zouaves et tirailleurs
- 3e régiment mixte de zouaves et tirailleurs
- 4e régiment mixte de zouaves et tirailleurs
- 3e régiment mixte de zouaves et de tirailleurs du Levant

### Goumiers et tabors
Les goums sont de petites unités de 200 hommes environ.
Les goums marocains sont regroupés par trois ou quatre dans des tabors (avec donc des effectifs proches d'un bataillon). Pendant la Seconde Guerre mondiale, quatre groupes de tabors marocains sont constitués.
- 1er groupe de tabors marocains (1er GTM)
- 2e groupe de tabors marocains (2e GTM)
- 3e groupe de tabors marocains (3e GTM)
- 4e groupe de tabors marocains (4e GTM)

Des goums sont également constitués en Tunisie, comme le goum motorisé de Tunisie.

### Chasseurs d'Afrique
Ce corps est fondé en 1831 en s'inspirant des unités de chasseurs à cheval.
- 1er régiment de chasseurs d'Afrique
- 2e régiment de chasseurs d'Afrique
- 3e régiment de chasseurs d'Afrique
- 4e régiment de chasseurs d'Afrique
- 5e régiment de chasseurs d'Afrique
- 6e régiment de chasseurs d'Afrique
- 7e régiment de chasseurs d'Afrique
- 8e régiment de chasseurs d'Afrique
- 9e régiment de chasseurs d'Afrique
- 10e groupe autonome des chasseurs d'Afrique
- 11e régiment de chasseurs d'Afrique
- 12e régiment de chasseurs d'Afrique

### Spahis
- 1er régiment de spahis
- Régiment de marche de chasseurs indigènes à cheval RMCIC

#### Spahis algériens
- 1er régiment de spahis algériens
- 2e régiment de spahis algériens
- 3e régiment de spahis algériens
- 5e régiment de spahis algériens
- 6e régiment de spahis algériens
- 7e régiment de spahis algériens
- 8e régiment de spahis algériens
- 9e régiment de spahis algériens
- 10e régiment de spahis algériens
- 11e régiment de spahis algériens

#### Spahis marocains
- 1er régiment de spahis marocains (puis 21e régiment de spahis)
- 2e régiment de spahis marocains (puis 22e régiment de spahis)
- 3e régiment de spahis marocains (puis 23e régiment de spahis)
- 4e régiment de spahis marocains (puis 24e régiment de spahis)
- 5e régiment de spahis marocains (puis 25e régiment de spahis)
- 6e régiment de spahis marocains (puis 26e régiment de spahis)
- Régiment de marche de spahis marocains RMSM

#### Spahis tunisiens
- 4e régiment de spahis tunisiens
- 5e régiment de spahis tunisiens
- 12e régiment de spahis tunisiens

#### Spahis des troupes coloniales
- Spahis sénégalais

- Spahis soudanais
- Spahis cochinchinois
- Spahis tonkinois

### Tirailleurs
- 1er régiment de tirailleurs

#### Tirailleurs algériens
- 1er régiment de tirailleurs algériens
- 2e régiment de tirailleurs algériens
- 3e régiment de tirailleurs algériens
- 4e régiment de tirailleurs algériens
- 5e régiment de tirailleurs algériens
- 6e régiment de tirailleurs algériens
- 7e régiment de tirailleurs algériens
- 8e régiment de tirailleurs indigènes
- 9e régiment de tirailleurs algériens
- 11e régiment de tirailleurs algériens
- 13e régiment de tirailleurs algériens
- 14e régiment de tirailleurs algériens
- 15e régiment de tirailleurs algériens
- 17e régiment de tirailleurs algériens
- 18e régiment de tirailleurs algériens
- 19e régiment de tirailleurs algériens
- 21e régiment de tirailleurs algériens
- 22e régiment de tirailleurs algériens
- 23e régiment de tirailleurs algériens
- 25e régiment de tirailleurs algériens
- 27e régiment de tirailleurs algériens
- 29e régiment de tirailleurs algériens
- 31e régiment de tirailleurs algériens
- 35e régiment de tirailleurs algériens
- 37e régiment de tirailleurs algériens
- 39e régiment de tirailleurs algériens
- 43e régiment de tirailleurs algériens
- 47e régiment de tirailleurs algériens

#### Tirailleurs marocains
- Régiment colonial du Maroc

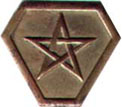
Insigne des tirailleurs marocains.

- 1er régiment de tirailleurs marocains
- 2e régiment de tirailleurs marocains
- 3e régiment de tirailleurs marocains
- 4e régiment de tirailleurs marocains
- 5e régiment de tirailleurs marocains
- 6e régiment de tirailleurs marocains
- 7e régiment de tirailleurs marocains
- 8e régiment de tirailleurs marocains
- 9e régiment de tirailleurs marocains
- 10e régiment de tirailleurs marocains

#### Tirailleurs tunisiens
- 4e régiment de tirailleurs tunisiens
- 8e régiment de tirailleurs tunisiens
- 12e régiment de tirailleurs tunisiens
- 16e régiment de tirailleurs tunisiens
- 20e régiment de tirailleurs tunisiens
- 24e régiment de tirailleurs tunisiens
- 28e régiment de tirailleurs tunisiens
- 32e régiment de tirailleurs tunisiens
- 36e régiment de tirailleurs tunisiens
- 108e régiment de tirailleurs tunisiens

### Régiments de marche de tirailleurs
- 1er régiment de marche de tirailleurs
- 2e régiment de marche de tirailleurs
- 3e régiment de marche de tirailleurs
- 4e régiment de marche de tirailleurs
- 5e régiment de marche de tirailleurs
- 6e régiment de marche de tirailleurs
- 7e régiment de marche de tirailleurs
- 8e régiment de marche de tirailleurs
- 9e régiment de marche de tirailleurs
- 10e régiment de marche de tirailleurs
- 11e régiment de marche de tirailleurs
- 12e régiment de marche de tirailleurs
- 13e régiment de marche de tirailleurs
- 14e régiment de marche de tirailleurs
- régiment de marche du 1er tirailleurs
- régiment de marche du 2e tirailleurs
- régiment de marche du 3e tirailleurs
- régiment de marche du 4e tirailleurs
- régiment de marche du 6e tirailleurs
- régiment de marche du 8e tirailleurs

- régiment de marche de tirailleurs indigènes

### Régiments de Marche
- Régiment de Marche de Cochinchine
- Régiment de marche du Maroc occidental
- Régiment de marche du Maroc oriental
- Régiment de marche de Tunisie
- 1er régiment de marche d'Afrique
- 2e régiment de marche d'Afrique

### Unités de taille inférieure

#### Parachutistes algériens
- 19e bataillon de parachutistes algériens